# Шези (коммуна)
Шези́ (фр. Chézy) — коммуна во Франции, находится в регионе Овернь. Департамент коммуны — Алье. Входит в состав кантона Шевань. Округ коммуны — Мулен.
Код INSEE коммуны — 03076.

## Население
Население коммуны на 2008 год составляло 210 человек.
| 1962 | 1968 | 1975 | 1982 | 1990 | 1999 | 2008 |
| ---- | ---- | ---- | ---- | ---- | ---- | ---- |
| 305  | 305  | 245  | 203  | 244  | 218  | 210  |

## Экономика
В 2007 году среди 145 человек в трудоспособном возрасте (15—64 лет) 115 были экономически активными, 30 — неактивными (показатель активности — 79,3 %, в 1999 году было 79,0 %). Из 115 активных работали 110 человек (60 мужчин и 50 женщин), безработных было 5 (2 мужчин и 3 женщины). Среди 30 неактивных 13 человек были учениками или студентами, 9 — пенсионерами, 8 были неактивными по другим причинам.